# Клементи, Альдо
Альдо Клементи (итал. Aldo Clementi; 1925—2011) — итальянский композитор.

## Биография
Родился в семье музыкантов-любителей. С детства начал заниматься игрой на фортепиано. Увлекался музыкой Шуберта, Шумана и Мендельсона. Нотную грамоту освоил лишь в тринадцатилетнем возрасте, до этого играя исключительно на слух, чем позднее было обусловлено пристрастие к звуку, а не к зафиксированному на письме знаку. В юности часто выступал в лучших салонах Катании, подавая большие надежды. В 1941 году начал изучать композицию под началом Альфредо Санджорджи, ученика Шёнберга, эвакуированного в родную Катанию во время бомбардировок Второй мировой войны. Через Санджорджи воспринял музыку нововенской школы и додекафонную технику. В 1949 году перебрался в Рим для продолжения своего музыкального образования в консерватории, однако, чувствуя неудовлетворенность от занятий там, переехал в Больцано для возобновления контактов с Санджорджи, вернувшимся в местную консерваторию после окончания войны. Там же познакомился с Гоффредо Петрасси, который согласился принять его к себе на курс в Римской консерватории, где Клементи проучился с 1952 по 1954 годы. Петрасси настаивал на необходимости обретения каждым из своих учеников индивидуального голоса, что для Клементи, находившегося тогда под влиянием Стравинского и самого Петрасси, всё ещё было проблематичным.
Первое исполнение музыки Клементи состоялось в Вене в 1947 году, когда прозвучали его «Стихотворения Рильке» для сопрано и фортепиано.
Получил известность после исполнения «Кантаты на фрагмент из Кальдерона де ла Барка» на Гамбургском радио в 1954 году. С 1955 по 1962 участвовал в Дармштадтских курсах новой музыки, где неоднократно исполнялись и его сочинения. В Дармштадте познакомился с Бруно Мадерной, общение с которым сам расценивал как оказавшее на него решающее воздействие. Сильно повлиял на композиторское мышление Клементи и его опыт работы на только что открывшейся студии электронной музыки RAI в Милане, где им была создана серия работ под общим названием «Коллажи».
В начале 1960-х годов стал одним из основателей римского концертного общества и позднее группы свободной импровизации «Новый консонанс» (совместно Франко Эванджелисти и др.).
С 1971 по 1992 году активно занимался преподавательской деятельностью: читал курс теории музыки в Болонском университете, неоднократно проводил семинары и выступал с лекциями в Италии и за рубежом.
Был удостоен ряда международных наград, среди которых премия Международного общества современной музыки в 1963 году.
С 2006 года являлся почётным директором Высшего института музыки Винченцо Беллини в Катании.

## Очерк творчества
После периода ученичества, ознаменовавшегося близостью нововенской школе, во второй половине 1950-х Клементи стал тяготеть к структурализму, отчасти под воздействием воспринятого на Дармштадтских курсах. Его тесные связи с художниками группы «Форма 1» (Дорацио, Перилли, Санфилиппо и другими) символичны в смысле проявления его живого интереса к изобразительному искусству, что с годами приобрело огромное значение для его музыки.
В работах 1960-х годов плотная изобилующая хроматизмами многоголосная фактура (например, в сочинении для смешанного хора с оркестром «Вариант А» задействуется 144 независимых голоса) призвана образовать своего рода многослойный континуум, в котором каждый отдельный голос нивелируется в общем звучании, чья текстура постоянно изменяется. В этих работах язык Клементи сродни работам Поллока или «мобилям» Колдера.
В дальнейшем, уже с 1960-х музыкальный язык Клементи эволюционировал в сторону диатонического мышления, зачастую с отсылом к музыке прошлого (включая частое использованием мотива B-A-C-H и хоралов) и особым вниманием к вертикали.
Типичным для зрелых работ Клементи является регулярное использование раллентандо в применении к циклическому повторению одного и того же материала, что способствует своего рода «обнажению приёма» в контрапункте.
В настоящее время музыка Клементи регулярно исполняется в Италии и за рубежом, в том числе в самых престижных концертных залах (в Ла Скала, на Венецианской биеннале, в Римской филармонии и др.)